# The Forty-Year-Old Version
The Forty-Year-Old Version (bra Rapper aos 40) é um filme de comédia dramática estadunidense de 2020 escrito, dirigido e produzido por Radha Blank. É estrelado por Blank, Peter Kim, Oswin Benjamin e Reed Birney.
Teve sua estreia mundial no Festival de Cinema de Sundance em 25 de janeiro de 2020, e foi lançado em 9 de outubro de 2020, pela Netflix. Foi eleito um dos dez melhores filmes de 2020 pelo National Board of Review.

## Elenco
- Radha Blank ...Radha
- Peter Kim ...Archie
- Oswin Benjamin ...D
- Imani Lewis ...Elaine
- Haskiri Velazquez ...Rosa
- Antonio Ortiz ...Waldo
- TJ Atoms ...Kamal
- Jacob Ming-Trent ...Lamont
- Stacey Sargeant ...Stacey
- William Oliver Watkins ...Marcus
- Meghan O'Neill ...Jaime
- André Ward ...Forrest
- Welker White ...Julie
- Reed Birney ...J. Whitman

## Recepção
No Rotten Tomatoes, o filme detém um índice de aprovação de 99% com base em 134 resenhas, com nota média de 8,10/10. O consenso dos críticos do site diz "The Forty-Year-Old Version abre uma janela atraente para os fluxos e refluxos da vida artística e anuncia a escritora-diretora-estrela Radha Blank como um grande talento em sua estreia no cinema".  O Metacritic atribuiu ao filme uma pontuação média ponderada de 80 em 100, com base em 28 avaliações, indicando "críticas geralmente favoráveis".

## Prêmios e indicações
Festival de Cinema de Sundance de 2020
- Prêmio de Direção (venceu)
- Prêmio do Grande Júri (indicado)

Prêmios Satellite
- Melhor Filme - Comédia ou Musical (venceu)